# Murder Mystery 2
Murder Mystery 2 ist eine US-amerikanische Krimi-Komödie aus dem Jahr 2023 unter der Regie von Jeremy Garelick und die Fortsetzung zu Murder Mystery (2019). Das Drehbuch stammte wie beim Vorgänger von James Vanderbilt, während Adam Sandler und Jennifer Aniston erneut die Hauptrollen übernahmen. Der Film erschien am 31. März 2023 auf Netflix.

## Handlung
Vier Jahre sind vergangen, seit Nick und Audrey Spitz den Mord an Malcolm Quince aufgeklärt haben. Sie haben ihre Jobs gekündigt und eine eigene Detektei eröffnet. Diese läuft jedoch schleppend. So kommt ihnen eine Einladung von Maharaja Vikram, einem Bekannten aus dem Quince-Fall, zu seiner Hochzeit auf seiner Privatinsel sehr gelegen. Sie freuen sich sehr über ihre Auszeit, jedoch nehmen die Feierlichkeiten eine unerwartete Wendung. Vikram wird gekidnappt und sein Leibwächter, Mr. Lou, ermordet. Schnell wird den beiden klar, dass es zwei Täter geben muss und sich der eine somit weiterhin auf der Insel befindet. Zu den Verdächtigen gehören Vikrams zukünftige Ehefrau Claudette, seine Schwester Saira, sein Geschäftspartner Francisco, seine Ex-Freundin Countess Sekou sowie ihre Freundin Imani und sein ehemaliger Beschützer Colonel Ulenga. Unterstützung erhalten sie von dem ehemaligen MI6-Vermittler Connor Miller.
Die Geiselnehmer fordern 70 Millionen Dollar. Diese sollen von Nick und Audrey am Arc de Triomphe in Paris übergeben werden. Dort werden sie jedoch aufgefordert, in einen Van zu steigen. In diesem kommt es zwischen den Entführern und den Spitzes zum Kampf, bei dem Nick und Audrey alle Entführer töten. Der Van kracht daraufhin in das Café Procope. In den Nachrichten sehen die beiden, dass sie wegen der Entführung an Vikram, der Ermordung von Mr. Lou und des Chaos in Paris gesucht werden. Miller taucht im Café auf und Nick gibt ihm den Koffer mit dem Lösegeld. Audrey wird Miller gegenüber misstrauisch, bis sein Auto mit ihm darin explodiert und ihn anscheinend tötet. Anschließend taucht eine unbekannte Person auf, stiehlt das Lösegeld und flüchtet mit einem Müllwagen.
Die Spitzes machen Inspektor Laurent Delacroix ausfindig, der den Wagen vor einem Schloss orten kann. Nick und Audrey machen sich auf den Weg dorthin und werden von Sekou und Imani gefangen genommen. Diese haben das Geld gestohlen. Imani wird von Sekou erschossen, bevor die sterbende Imani ihre Freundin erschießt. Dabei wird das Schloss in Brand gesetzt und Nick und Audrey können sich gerade noch mit dem Geld retten. Sie fordern die Entführer auf, Vikram zum Eiffelturm zu bringen. Es stellt sich heraus, dass Miller die Explosion überlebt hat und aus Geldgier Vikram entführt hat. Bei einer Konfrontation überlisten Nick und Audrey Miller. Dabei verliert dieser einen Großteil des Geldes und stirbt bei einem Sturz auf die Rotorblätter des Hubschraubers seines Komplizen.
Audrey findet jedoch heraus, dass es noch eine weitere Person gibt, die in den Entführungsfall verwickelt ist. Es handelt sich dabei um Saira, die Schwester des Maharadschas. Diese war verärgert, dass Vikram das Familienunternehmen geerbt hat und nicht sie. Saira schießt auf ihren Bruder, jedoch wirft sich Colonel Ulenga vor ihn. Claudette überwältigt daraufhin Saira. Der Maharadscha ist den Spitzes dankbar, schenkt ihnen zehn Millionen US-Dollar sowie seinen Hubschrauber und überlässt ihnen auch den Piloten. Dieser stiehlt jedoch das Geld und springt aus dem Hubschrauber. Audrey und Nick sitzen in einem abstürzenden Hubschrauber fest.

## Produktion
Im Oktober 2019 wurde eine Fortsetzung von Murder Mystery angekündigt. Im selben Zug wurde die Rückkehr von Adam Sandler und Jennifer Aniston bekannt. Im August 2021 wurde Jeremy Garelick als Regisseur verpflichtet. Im Januar 2022 wurde auch die Rückkehr von Adeel Akhtar und John Kani bekannt. Mit Mark Strong, Mélanie Laurent, Jodie Turner-Smith, Kuhoo Verma, Enrique Arce, Tony Goldwyn, Annie Mumolo und Zurin Villanueva schlossen sich weitere Darsteller der Fortsetzung an.
Die Dreharbeiten für den Film fanden zwischen Januar und April 2022 unter anderem auf Hawaii und in Paris statt.

## Synchronisation
Die deutsche Synchronisation des Filmes erfolgte unter dem Dialogbuch von Tobias Neumann und durch die Dialogregie von Sven Hasper bei der Film- & Fernseh-Synchron GmbH in Berlin.
| Schauspieler       | Rolle                       | Synchronisation        |
| ------------------ | --------------------------- | ---------------------- |
| Adam Sandler       | Nick Spitz                  | Dietmar Wunder         |
| Jennifer Aniston   | Audrey Spitz                | Ulrike Stürzbecher     |
| Mélanie Laurent    | Claudette                   | Jessica Walther-Gabory |
| John Kani          | Colonel Ulenga              | Michael Ojake          |
| Enrique Arce       | Francisco                   | Olaf Reichmann         |
| Carlos Ponce       | Helikopterpilot             | Roberto Guerra         |
| Dany Boon          | Inspektor Laurent Delacroix | Patrice Luc Doumeyrou  |
| Adeel Akhtar       | Maharajah Vikram Govindan   | Asad Schwarz           |
| Mark Strong        | Connor Miller               | Tom Vogt               |
| Kuhoo Verma        | Saira                       | Patrizia Carlucci      |
| Jillian Bell       | Susan                       | Friederike Walke       |
| Jodie Turner-Smith | Countess Sekou              | Flavia Vinzens         |
| -                  | Entführer-Stimme            | Sven Hasper            |

## Veröffentlichung
Der erste Trailer zum Film wurde am 30. Januar 2023 veröffentlicht; der Film selbst zwei Monate später am 31. März 2023.

## Rezeption

### Kritiken
Auf Rotten Tomatoes hat der Film eine Zustimmungsrate von 50 % basierend auf 50 Rezensionen mit einer durchschnittlichen Bewertung von 4,9/10. Auf Metacritic gab es eine Punktzahl von 44 von 100 basierend auf 20 Kritiken, was auf „gemischte oder durchschnittliche Bewertungen“ hinweist.
Björn Becher von Filmstarts.de gab dem Film 3 von 5 Sternen und urteilte, dass der Film „viel besser als das Original“ sei. Außerdem fand er, dass zwischen Adam Sandler und Jennifer Aniston eine „weiterhin hervorragende Chemie“ bestehe und er deshalb „über die erneut eher schwache Krimi-Handlung“ hinwegsah.

## Adaptionen
- Es gibt ein gleichnamiges Computerspiel Mit dem Namen „Murder Mystery 2“ von Roblox.
- Außerdem gibt es ein Spielset der Firma Roblox mit zwei Figuren und diversem Zubehör.[11]

## Auszeichnungen
- Adam Sandler wurde 2023 bei den MTV Movie & TV Awards für die Beste komödiantische Darbietung ausgezeichnet.[12]